# Sidi-Toui-Nationalpark
Der Sidi-Toui-Nationalpark (arab.: المحمية الوطنية بسيدي الطوي) ist ein Nationalpark im Süden Tunesiens, 20 km vor der Grenze nach Libyen, etwa 50 km südlich von Ben Gardane. Er besteht seit 1991, seither haben sich die Tier- und Pflanzenpopulationen deutlich erholt.

## Geographie, Landschaftsbild

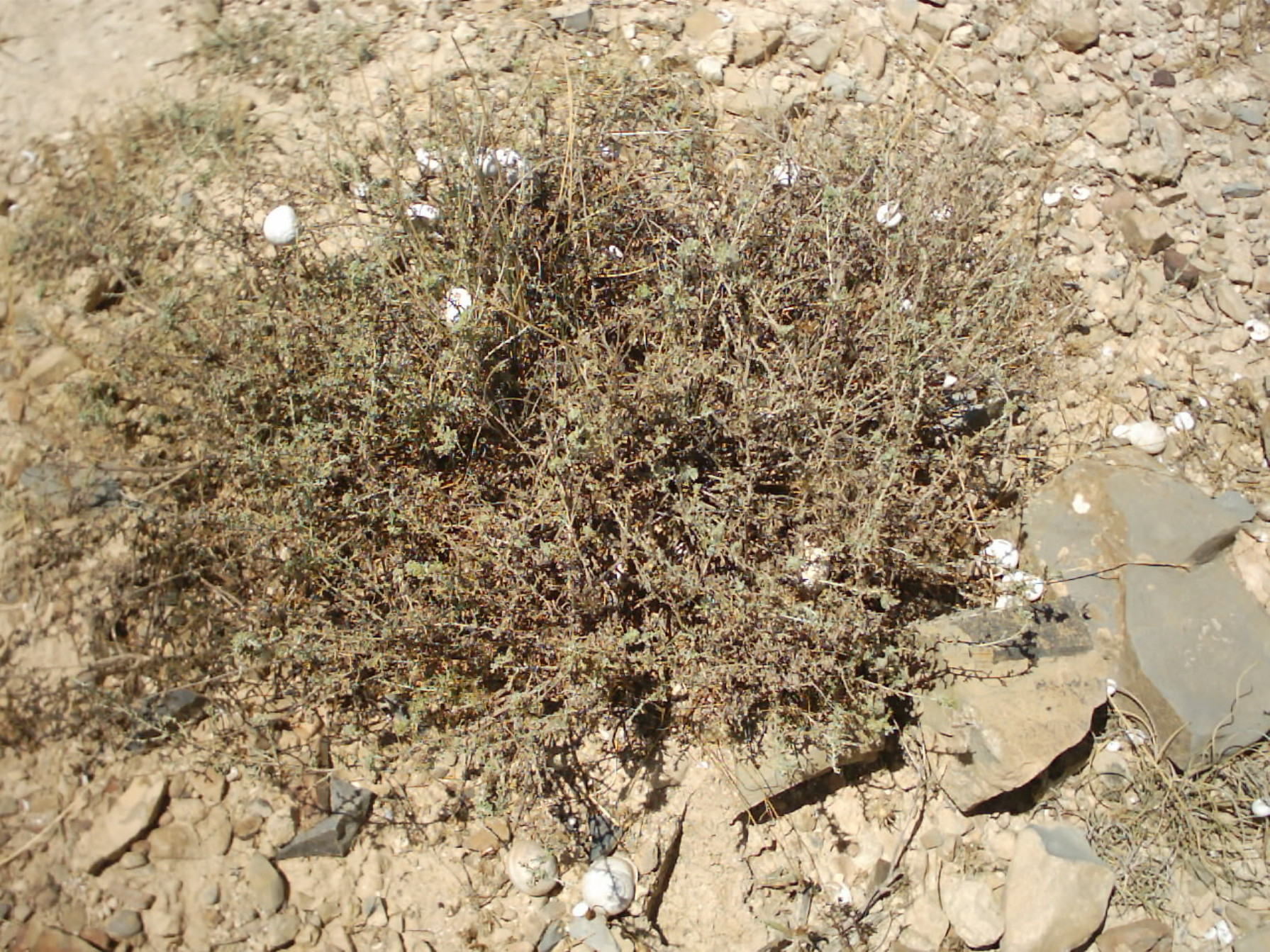
Weißer Wermut

Das Schutzgebiet erstreckt sich über eine Fläche von 6315 ha und ist rundherum vom Sand der Sahara eingeschlossen. Die jährliche Niederschlagsmenge liegt zwischen 100 und 150 mm; die niedrigsten Temperaturen liegen bei 5 °C, die höchsten bei 38, in der Spitze bei 50 °C. Im Gebiet bestehen keine Gewässer, sieht man von einer einzelnen Wasserstelle ab. Dort sammeln sich vor allem Vögel.
Charakteristisch sind Steppen- und Dünengebiete, der höchste Berg, der Djebel Sidi Toui, erhebt sich bis auf eine Höhe von 172 m über dem Meeresspiegel.

## Flora und Fauna
Weißer Wermut (Artemisia herba-alba) ist die häufigste Pflanzenart in dem ariden Gebiet, hinzu kommt Rhanterium das wie der Wermut zur Familie der Korbblütler (Asteraceae) zählt und ebenfalls auf der Nordseite des Djebel Sidi Toui vorkommt. Dort finden sich auch Haloxylon scoparium (frz.: saligne à balai) und Koloquinte.
Die Fauna steht vielfach unter Schutz, so Oryxantilopen, Goldschakal (Canis aureus), Rüppellfuchs, Falbkatze und Fennek. Hinzu kommen Reptilien wie die Dornschwanzagamen oder auch das Gewöhnliche Chamäleon und verschiedene Nattern. Ebenfalls findet sich der Wüstenwaran, Agamen, oder der Mauergecko (Tarentola mauritanica). Dabei ist der Nationalpark eines von 13 Gebieten in Tunesien, in denen Antilopen vorkommen.
Einige Zugvögel von den Kneïes-Inseln südöstlich von Sfax machen hier Rast, doch gibt es auch residente Arten wie Kragentrappe, Felsenhuhn, Flughühner, Kolkrabe und Rennvogel.
An Spinnen finden sich etwa Argiope lobata aus der Gattung Argiope, Webspinnen aus der Familie der Echten Radnetzspinnen, Sparrasus dufouri (frz.: araignée du désert) oder die giftige Südliche Schwarze Witwe.

## Geschichte

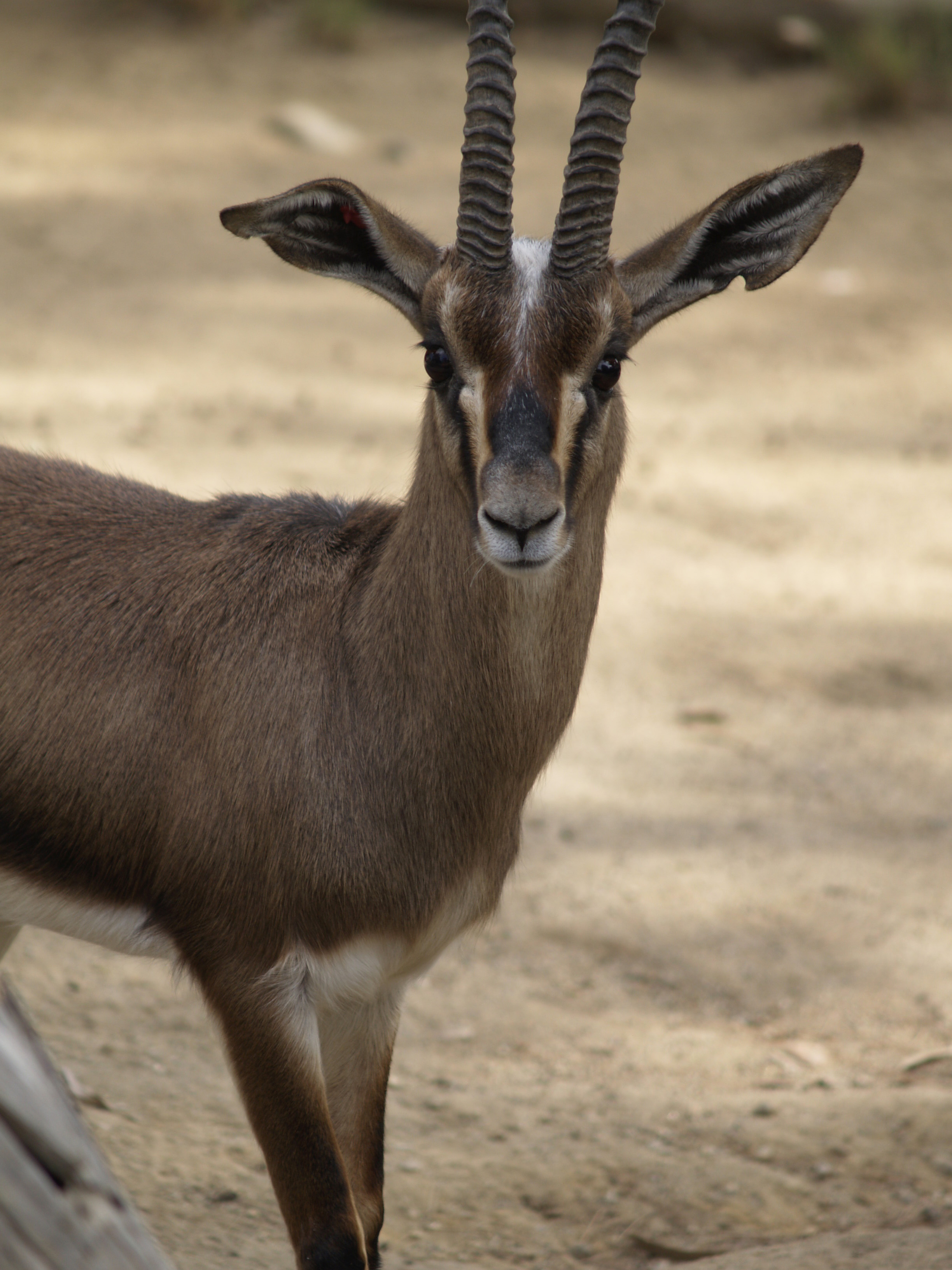
Cuviergazellen, wie hier in Tunesien fotografiert, wiegen bis zu 35 kg und sind bis zu 70 cm groß.

Der Park wurde früher auch von Straußen und Kuhantilopen aufgesucht, letztere fanden sich noch 1912 zwischen Dahibah und Hamada al-Hamra in Libyen. Beide Arten gelten heute in Tunesien als ausgestorben. Die Unterart Nordafrikanische Kuhantilope (Alcelaphus buselaphus subsp. buselaphus) wurde durch intensive Jagd um 1900 ausgerottet; Pläne zur Wiedereinführung der Unterart Alcelaphus buselaphus major wurden bisher nicht ausgeführt. Sieben europäische Zoos vereinbarten, Gazellen aus ihren Beständen im Nationalpark auszusetzen, ebenso wie in zwei weiteren Parks in Mali und Niger. Die Cuviergazelle (Gazella cuvieri) kam zu dieser Zeit noch in vier Gebieten Tunesiens vor, darunter im Sidi-Toui-Park. 1999 wurden 10 oder 14 Säbelantilopen (Oryx dammah) ausgesetzt. Um 2000 zählte man 30 Dorkasgazellen (Gazella dorcas) im Park, einzelne Tiere wurden auch außerhalb des Schutzgebiets registriert.
Die einzigen menschlichen Besucher im Park sind wenige Pilger, die zu den Grabstätten einiger Marabouts ziehen.